# Nati nel 1954/Agosto
| Questa pagina contiene informazioni ricavate automaticamente dalle voci biografiche con l'ausilio del template Bio e di un bot. L'aggiornamento è periodico e automatico e ricostruisce completamente la pagina. Se manca una persona in questa lista, sei pregato di non aggiungerla, ma accertati piuttosto che la sua voce biografica contenga il template Bio e che i dati anagrafici siano correttamente compilati. Se il template Bio manca, inseriscilo tu stesso o, in alternativa, metti l'avviso {{tmp\|Bio}} che ne segnala la mancanza. Se i dati riportati sono sbagliati, correggi direttamente la voce biografica; le modifiche saranno visibili in questa lista entro pochi giorni. Per chiarimenti vedi il progetto biografie. La lista contiene solo le 227 persone che sono citate nell'enciclopedia e per le quali è stato implementato correttamente il template Bio. Pagina aggiornata al 18 ago 2025. |

- 1º agosto - Trevor Berbick, pugile giamaicano († 2006)
- 1º agosto - Nicandro Marinacci, politico italiano
- 1º agosto - Benno Möhlmann, allenatore di calcio, dirigente sportivo e ex calciatore tedesco
- 1º agosto - Giulio Rivera, poliziotto italiano († 1978)
- 2 agosto - Didier Dobbels, ex cestista e allenatore di pallacanestro francese
- 2 agosto - Ken MacLeod, autore di fantascienza scozzese
- 2 agosto - Marco Marchei, ex maratoneta e mezzofondista italiano
- 2 agosto - Sammy McIlroy, allenatore di calcio e ex calciatore nordirlandese
- 2 agosto - Francesco Rocca, allenatore di calcio e ex calciatore italiano
- 2 agosto - Enrique Saura, ex calciatore spagnolo
- 3 agosto - Valerio Agostini, compositore di scacchi italiano
- 3 agosto - Juan Antonio Corbalán, ex cestista spagnolo
- 3 agosto - Gianfranco Goria, fumettista e traduttore italiano
- 3 agosto - Gianfranco Librandi, politico italiano
- 3 agosto - Issicka Ouattara, calciatore burkinabè († 1990)
- 3 agosto - Enea Riboldi, disegnatore e illustratore italiano († 2025)
- 3 agosto - Lothar Woelk, ex calciatore tedesco
- 4 agosto - Mika Doi, doppiatrice giapponese
- 4 agosto - Giancarlo Finardi, dirigente sportivo, allenatore di calcio e ex calciatore italiano
- 4 agosto - Donald Gibb, attore statunitense
- 4 agosto - Anatolij Kinach, politico ucraino
- 4 agosto - Steve Phillips, ex calciatore inglese
- 4 agosto - Sandra Pianalto, economista italiana
- 4 agosto - Dorottya Udvaros, attrice ungherese
- 5 agosto - Michel Ciaravino, ex calciatore francese
- 5 agosto - Alessandra Graziottin, ginecologa, oncologa e sessuologa italiana
- 5 agosto - Paolo Odorizzi, politico italiano
- 5 agosto - Richard Preston, giornalista e scrittore statunitense
- 5 agosto - Graham Windeatt, ex nuotatore australiano
- 6 agosto - Jerry Golsteyn, ex giocatore di football americano statunitense
- 6 agosto - Kevin Jarre, sceneggiatore statunitense († 2011)
- 6 agosto - Bruno Morchio, scrittore italiano
- 6 agosto - Raffaele Tecce, politico italiano
- 7 agosto - Claudio Berlanda, ex calciatore italiano
- 7 agosto - Paco Casal, procuratore sportivo uruguaiano
- 7 agosto - Rajko Dujmić, cantautore e produttore discografico croato († 2020)
- 7 agosto - Valerij Gazzaev, ex calciatore e allenatore di calcio sovietico
- 7 agosto - Robert Jackson, ex giocatore di football americano statunitense
- 7 agosto - Susanna Javicoli, attrice, doppiatrice e dialoghista italiana († 2005)
- 7 agosto - Viktor Medvedčuk, politico e imprenditore ucraino
- 7 agosto - Jonathan Pollard, agente segreto israeliano
- 7 agosto - Antonio Resines, attore e comico spagnolo
- 7 agosto - Silvano Vigni, fantino italiano
- 8 agosto - Bo Ellis, ex cestista e allenatore di pallacanestro statunitense
- 8 agosto - Kengo Kuma, architetto giapponese
- 8 agosto - Dragiša Pešić, politico montenegrino († 2016)
- 8 agosto - Ada Vigliani, traduttrice e germanista italiana
- 8 agosto - Angelo Vulpiani, fisico e saggista italiano
- 8 agosto - Yu Jian, poeta, critico letterario e regista cinese
- 9 agosto - Loïc Amisse, allenatore di calcio e ex calciatore francese
- 9 agosto - Vladimir Bigorra, allenatore di calcio e ex calciatore cileno
- 9 agosto - Roberto Corsini, generale italiano
- 9 agosto - José De Queiroz, astronomo svizzero
- 9 agosto - François Euvé, fisico, teologo e scrittore francese
- 9 agosto - Alessandra Farkas, giornalista e scrittrice italiana
- 9 agosto - Ol'ga Knjazeva, schermitrice sovietica († 2015)
- 9 agosto - Pete Thomas, batterista britannico
- 9 agosto - Salvatore Varriale, politico italiano
- 10 agosto - Luigi Bizzarri, autore televisivo italiano
- 10 agosto - Kim Pyong-il, politico e diplomatico nordcoreano
- 10 agosto - Rick Overton, attore statunitense
- 11 agosto - Joe Jackson, cantautore, compositore e polistrumentista britannico
- 11 agosto - Aleksandr Minaev, calciatore sovietico († 2018)
- 11 agosto - Bortolo Mutti, ex calciatore e allenatore di calcio italiano
- 11 agosto - Giovanni Pelletier, pilota motociclistico italiano
- 11 agosto - Tarmo Rüütli, allenatore di calcio e ex calciatore estone
- 11 agosto - Cuno Tarfusser, ex magistrato italiano
- 12 agosto - Ray Abruzzo, attore statunitense
- 12 agosto - Dulaine Harris, ex cestista e allenatore di pallacanestro statunitense
- 12 agosto - François Hollande, funzionario e politico francese
- 12 agosto - Sam J. Jones, attore e ex modello statunitense
- 12 agosto - Leung Chun-ying, imprenditore, economista e politico cinese
- 12 agosto - Jorge Martins, ex calciatore portoghese
- 12 agosto - Pat Metheny, chitarrista e compositore statunitense
- 12 agosto - Roberto Ognibene, ex brigatista italiano
- 12 agosto - Rocco Sabelli, dirigente d'azienda italiano
- 13 agosto - Donatella Bardi, cantante e attrice italiana († 1999)
- 13 agosto - Claudio Di Coste, ex pallavolista italiano
- 13 agosto - Lincoln Díaz-Balart, politico e avvocato statunitense († 2025)
- 13 agosto - Michael Lantieri, effettista statunitense
- 13 agosto - Jurij Reznik, allenatore di calcio e ex calciatore sovietico
- 13 agosto - Mickey Walsh, ex calciatore irlandese
- 14 agosto - Alda Balestra, ex modella italiana
- 14 agosto - Shyqyri Ballgjini, ex calciatore albanese
- 14 agosto - Gianroberto Casaleggio, imprenditore e politico italiano († 2016)
- 14 agosto - Felice Farina, regista e sceneggiatore italiano († 2023)
- 14 agosto - Christian Gross, allenatore di calcio e ex calciatore svizzero
- 14 agosto - Stanley A. McChrystal, generale statunitense
- 14 agosto - Ivano Miglioli, politico italiano
- 14 agosto - Yūko Mita, attrice e doppiatrice giapponese
- 14 agosto - Anatolij Myškin, ex cestista e allenatore di pallacanestro sovietico
- 14 agosto - Lucrezia Reichlin, economista italiana
- 15 agosto - Riccardo Bonacina, giornalista, conduttore televisivo e autore televisivo italiano († 2024)
- 15 agosto - Gabriele Carrara, attore e doppiatore italiano
- 15 agosto - Corrado Danzi, politico italiano
- 15 agosto - Carmine Florio, ex cestista italiano
- 15 agosto - Kim Hwang-ho, ex calciatore sudcoreano
- 15 agosto - Stieg Larsson, scrittore, giornalista e critico letterario svedese († 2004)
- 15 agosto - Stephen David Nash, illustratore e fotografo inglese
- 15 agosto - María Teresa Ramírez, ex nuotatrice messicana
- 15 agosto - Bob Wilkerson, ex cestista statunitense
- 15 agosto - Henri de Castries, imprenditore francese
- 16 agosto - Livia Azzariti, conduttrice televisiva, divulgatrice scientifica e medico italiana
- 16 agosto - Joshua Bolten, politico statunitense
- 16 agosto - James Cameron, regista, sceneggiatore e produttore cinematografico canadese
- 16 agosto - George Galloway, politico e scrittore britannico
- 16 agosto - Ole Kjær, ex calciatore danese
- 16 agosto - Benjamin Alire Sáenz, scrittore e poeta statunitense
- 16 agosto - Xu Yonglai, ex calciatore cinese
- 17 agosto - Uri Ben Ari, ex cestista israeliano
- 17 agosto - Ingrid Daubechies, matematica e fisica belga
- 17 agosto - Orhan Güner, attore turco
- 17 agosto - Eric Johnson, chitarrista, cantante e compositore statunitense
- 17 agosto - Anatolij Isaevič Kudrjavickij, scrittore, poeta e traduttore russo
- 17 agosto - Luis Mandoki, regista e produttore cinematografico messicano
- 17 agosto - Enzo Moavero Milanesi, politico e giurista italiano
- 17 agosto - Gianluca Nicoletti, giornalista, scrittore e conduttore radiofonico italiano
- 17 agosto - Andrés Pastrana Arango, politico colombiano
- 17 agosto - Nancy Uranga, schermitrice cubana († 1976)
- 18 agosto - Cho Young-jeung, allenatore di calcio e ex calciatore sudcoreano
- 18 agosto - Ugolino Cossu, fumettista italiano
- 18 agosto - Carlo Cottarelli, economista, editorialista e politico italiano
- 18 agosto - Letizia De Torre, politica italiana
- 18 agosto - Rick Engles, ex giocatore di football americano statunitense
- 18 agosto - Rickey Green, ex cestista statunitense
- 18 agosto - Umberto Guidoni, astronauta, astrofisico e scrittore italiano
- 18 agosto - Winnie Holzman, sceneggiatrice, librettista e attrice statunitense
- 18 agosto - Giorgio Pagano, politico italiano
- 18 agosto - Jan Peters, ex calciatore olandese
- 18 agosto - Tat'jana Skačko, ex lunghista sovietica
- 19 agosto - Judy Dickerson, attrice statunitense
- 19 agosto - Oscar Larrauri, ex pilota automobilistico argentino
- 19 agosto - Emilia Libera, collaboratrice di giustizia e ex brigatista italiana
- 19 agosto - Daina Taimiņa, matematica lettone
- 20 agosto - Peter Bischof, ex canoista tedesco
- 20 agosto - Quinn Buckner, ex cestista e allenatore di pallacanestro statunitense
- 20 agosto - Laura Delli Colli, giornalista e scrittrice italiana
- 20 agosto - Noboru Nagao, ex calciatore giapponese
- 20 agosto - Al Roker, annunciatore televisivo, attore e giornalista statunitense
- 20 agosto - Federico Testa, politico italiano
- 21 agosto - Angelica Aposteanu, ex canottiera rumena
- 21 agosto - Humbert Balsan, produttore cinematografico e attore francese († 2005)
- 21 agosto - Jeff Blynn, attore e ex modello statunitense
- 21 agosto - Archie Griffin, ex giocatore di football americano statunitense
- 21 agosto - Fabio Jephcott, regista italiano
- 21 agosto - Vittorio Marini, ex calciatore italiano
- 21 agosto - Didier Six, allenatore di calcio e ex calciatore francese
- 21 agosto - Steve Smith, batterista statunitense
- 22 agosto - Maria Simonetta Bondoni Pastorio, storica dell'arte italiana († 2012)
- 22 agosto - Mark Campanaro, ex cestista statunitense
- 22 agosto - Jay Patterson, attore statunitense
- 22 agosto - Donatella Trevisi, ex cestista italiana
- 23 agosto - Pablo Atchugarry, scultore uruguaiano
- 23 agosto - Mark Avsec, compositore statunitense
- 23 agosto - Philip Emeagwali, ingegnere, matematico e informatico nigeriano
- 23 agosto - Kamran Firouzpour, pallanuotista iraniano
- 23 agosto - Christian Hemmi, ex sciatore alpino svizzero
- 23 agosto - Graham Horn, calciatore inglese († 2012)
- 23 agosto - Marina Petrella, ex brigatista italiana
- 23 agosto - Cristina Tisot, ex sciatrice alpina italiana
- 23 agosto - Michael Tucker, cestista australiano († 2012)
- 23 agosto - Marc Vann, attore statunitense
- 23 agosto - Halimah Yacob, politica singaporiana
- 24 agosto - Ol'ga Baryševa, ex cestista e allenatrice di pallacanestro sovietica
- 24 agosto - Billy Chau, attore, kickboxer e artista marziale canadese
- 24 agosto - Leonard Foglia, regista teatrale, librettista e romanziere statunitense
- 24 agosto - Rick McCallum, produttore cinematografico e produttore televisivo statunitense
- 24 agosto - Simo Nikolić, ex calciatore jugoslavo
- 24 agosto - Heini Otto, allenatore di calcio e ex calciatore olandese
- 24 agosto - Lina Polito, attrice italiana
- 24 agosto - Jan Ingemann Sørensen, ex calciatore danese
- 24 agosto - Gabriele Wetzko, ex nuotatrice tedesca orientale
- 25 agosto - Elvis Costello, cantautore, chitarrista e compositore britannico
- 25 agosto - Miron Cozma, sindacalista e politico rumeno
- 25 agosto - Gilbert Duclos-Lassalle, ex ciclista su strada e pistard francese
- 25 agosto - Mo Howard, ex cestista statunitense
- 25 agosto - Bruno Manser, antropologo e attivista svizzero († 2005)
- 25 agosto - Patrick Rémy, allenatore di calcio e ex calciatore francese
- 25 agosto - Maurizio Ventriglia, regista italiano
- 25 agosto - Desiree West, ex attrice pornografica statunitense
- 25 agosto - Joachim Whaley, storico e linguista inglese
- 26 agosto - Michele Azzola, ex lottatore italiano
- 26 agosto - Leon Douglas, ex cestista e allenatore di pallacanestro statunitense
- 26 agosto - Scott Henderson, chitarrista statunitense
- 26 agosto - Efrén Reyes, giocatore di biliardo filippino
- 26 agosto - Tony Morley, ex calciatore inglese
- 26 agosto - Mohammad Mustafa, economista e politico palestinese
- 26 agosto - Detlef Raugust, ex calciatore tedesco orientale
- 27 agosto - Essameldin Abou el-Nein, ex cestista egiziano
- 27 agosto - Dettlef Günther, ex slittinista tedesco orientale
- 27 agosto - Julio César Jiménez, ex calciatore uruguaiano
- 27 agosto - Mike Kelley, artista statunitense († 2012)
- 27 agosto - John Lloyd, ex tennista britannico
- 27 agosto - Marco Pastonesi, giornalista italiano
- 27 agosto - Scott Studwell, ex giocatore di football americano statunitense
- 27 agosto - Giorgio Vignali, produttore televisivo, sceneggiatore e attore italiano
- 27 agosto - Derek Warwick, ex pilota automobilistico britannico
- 27 agosto - Carlos Zannini, avvocato e politico argentino
- 28 agosto - Jozef Barmoš, allenatore di calcio e ex calciatore cecoslovacco
- 28 agosto - Carlos Curbelo, ex calciatore francese
- 28 agosto - Aigars Kriķis, slittinista sovietico († 1999)
- 28 agosto - Luca Nicolotti, terrorista e brigatista italiano
- 28 agosto - Jeremy Silman, scacchista statunitense († 2023)
- 28 agosto - Aleksandr Skvorcov, hockeista su ghiaccio russo († 2020)
- 29 agosto - Roberto Allevi, politico italiano
- 29 agosto - Luigi Compagnoni, artista italiano († 2022)
- 29 agosto - Neptali Gonzales II, politico filippino
- 29 agosto - Enzo Nini, musicista italiano
- 29 agosto - Philip Walker, calciatore inglese († 2022)
- 29 agosto - Wladimir Rodrigues dos Santos, ex calciatore brasiliano
- 30 agosto - Juan Ramón Fernández Robert, ex cestista spagnolo
- 30 agosto - Francesco Gallucci, economista e saggista italiano
- 30 agosto - Stefano Giovannoni, designer italiano
- 30 agosto - Guy Kawasaki, manager, imprenditore e saggista statunitense
- 30 agosto - Pierpaolo Marino, dirigente sportivo italiano
- 30 agosto - David Paymer, attore e regista statunitense
- 30 agosto - Ove Pedersen, dirigente sportivo, allenatore di calcio e ex calciatore danese
- 30 agosto - Shlomi Shabat, cantante israeliano
- 30 agosto - Brigitte Totschnig, ex sciatrice alpina austriaca
- 30 agosto - Norbert José Henri Turini, arcivescovo cattolico francese
- 31 agosto - Sergio Caputo, cantautore e chitarrista italiano
- 31 agosto - Ramón Duvalón, ex pugile cubano
- 31 agosto - Alan Kennedy, ex calciatore britannico
- 31 agosto - Ṙobert K'očaryan, politico karabakho
- 31 agosto - Mariacristina Gori, docente e storica dell'arte italiana († 2006)
- 31 agosto - Phil Martelli, allenatore di pallacanestro statunitense
- 31 agosto - Jean-Pierre Tempet, ex calciatore francese